# Pippi Långstrump
Pippi Långstrump (Pippi Calzaslargas en España, Pipi Calzaslargas, Pipa Mediaslargas, Pippi Mediaslargas y ocasionalmente Pepita Mediaslargas o "Pita" a secas en Hispanoamérica) es un personaje literario creado por la escritora sueca Astrid Lindgren. 

## Descripción
Su nombre completo es Pippilotta Viktualia Rullgardina Krusmynta Efraimsdotter Långstrump (hija de Efraim Långstrump).
Está dotada de una gran fuerza y, reflejando el extraordinario amor de la autora Astrid Lindgren por los animales, posee un caballo de lunares llamado "Pequeño Tío" (en sueco, Lilla Gubben, o sea, "Muchachito") y un mono tití llamado "Señor Nilsson". Es huérfana de madre, y su padre, Efraim Långstrump, es un pirata, rey de los congoleses. Pippi vive en su casa llamada Villa Kunterbunt (en el original sueco, Villa Villekulla), acompañada únicamente por sus mascotas. Es característico su cabello rojo, peinado en dos trenzas casi horizontales, por espíritu de contradicción. Es una niña imaginativa y rebelde ante todo convencionalismo: suele cocinar crêpes sobre el suelo, caminar hacia atrás, o dormir con sus pies sobre la almohada; lleva un vestido cosido a retazos, unos zapatos que le vienen grandes, y calza unas medias de distinto color por encima de las rodillas, de donde le viene su nombre. Posee además, un baúl con muchas monedas de oro, con las cuales compra golosinas o lo que necesite.
Aunque tiene sólo nueve años, es la niña más fuerte del mundo, incluso más que cualquier hombre, ya que puede levantar a su caballo con una sola mano. También puede hacer la limpieza con gran velocidad. Tiene dos amigos apodados "Bonnie y Clyde jr. al estilo sueco" – para que no se confundan con los homónimos gánsters estadounidenses de la década de 1930 –, Annika y Tommy Settergren, que la acompañan en sus aventuras.
Cuando limpia su casa suele lavarse los pies antes, derrama el barreño del agua y se pone unos cepillos en los pies con los que patina y limpia al mismo tiempo.

Pippi Långstrump

## Nombre completo y significado
El nombre completo de Pippi está compuesto por varios elementos con significado o referencias en sueco:
- Pippilotta es un nombre inventado que refleja el carácter único y extravagante del personaje.
- Viktualia proviene del término para "víveres" o "alimentos", haciendo una alusión humorística a las provisiones.
- Rullgardina significa "persiana enrollable" en sueco, y añade un toque cómico y absurdo al nombre.
- Krusmynta es el nombre de una planta aromática, la menta rizada, que aporta un elemento natural distintivo.
- Efraimsdotter es un apellido patronímico tradicional sueco que significa "hija de Efraim", siguiendo la costumbre de formar apellidos con el nombre del padre y el sufijo "-dotter" para las hijas y "-son" para los hijos varones.
- Långstrump significa literalmente "media larga" o "calcetín largo", en referencia a las medias a rayas que lleva el personaje, siendo este el apellido más reconocido.

En conjunto, el nombre combina referencias reales y elementos humorísticos que reflejan la personalidad irreverente y fantasiosa de Pippi.

## Creación del personaje

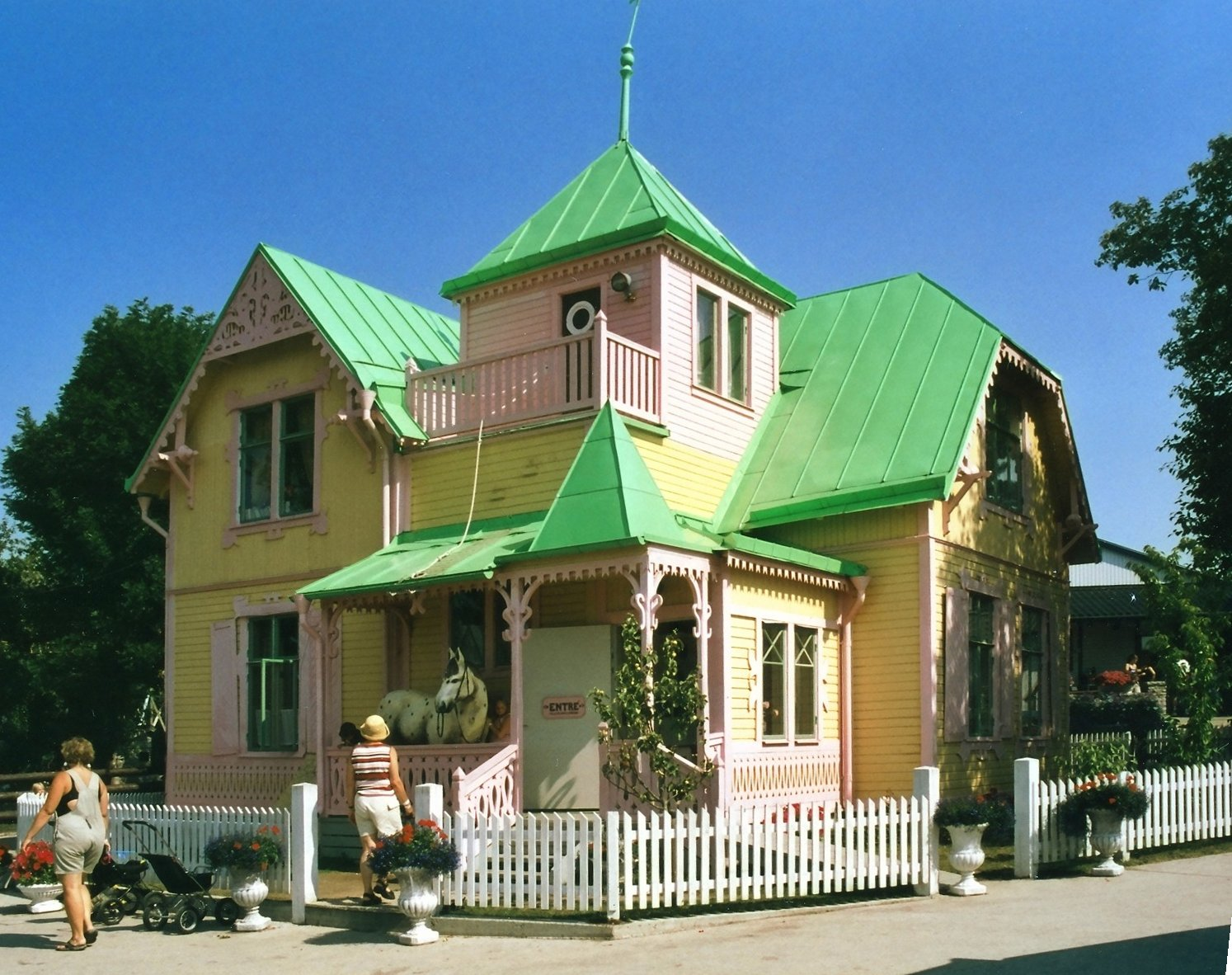
Villa Villekulla, la casa de Pippi Calzaslargas, en Gotland.

Astrid Lindgren comenzó la historia de Pippi en el invierno de 1941, cuando su hija de siete años se encontraba en la cama enferma de los pulmones, y le pidió que le contara un cuento. Lindgren se inventó así una historia muy fantasiosa, que posteriormente no sólo escucharía su hija, sino también los amigos de ésta. Dos años después, Lindgren se fracturó una pierna y comenzó a escribir el cuento, cuyo manuscrito le obsequió a su hija como regalo por su décimo aniversario. 
Lindgren envió el manuscrito a la editorial Bonniers, pero ésta lo rechazó. En 1945 decidió participar con su historia en el concurso literario convocado por la editorial Rabén & Sjögren, donde obtuvo el primer premio. A partir de entonces el libro alcanzó gran éxito y llegó a ser traducido a aproximadamente setenta idiomas. Los libros de Pippi son ilustrados por Ingrid Vang Nyman. En 1969, se rodó una serie de televisión. En los años 90, se difundió una serie de dibujos animados basada en las aventuras de Pippi.
El personaje de la niña anarquista recuerda en no poco por su carácter rebelde e imaginativo a su equivalente inglés anterior, Guillermo Brown, compuesto también por una escritora, Richmal Crompton, al igual que Astrid Lindgren feminista y aquejada de problemas en una pierna. Pero el personaje de Guillermo es realista y no se mueve en el terreno de la fantasía. Pippi es en la realidad lo que Guillermo intenta ser con efectos casi siempre cómicos y destructivos.

## Libros

### Serie principal[2]
Pippi Långstrump (Pippi Calzaslargas) (1945):
Pippi vive junto con su cercopiteco llamado Herr Nilsson y su caballo en Villa Kunterbunt al borde de una ciudad sin nombre. Según cuenta la protagonista, su madre ha fallecido y su padre es rey de una isla en el Mar del Sur. En su vecindario viven los niños Thomas y Annika Settergren quienes acompañan a Pippi en sus aventuras. 
El libro tiene once capítulos y cada uno abarca una o dos aventuras. Los acontecimientos en las historias siempre surgen del mundo cotidiano de los niños, pero se terminan volviendo aventuras inusuales por la manera insólita en la que Pippi percibe el mundo.   
Pippi Långstrump går ombord (Pippi Calzaslargas se embarca) (1946):
Esta segunda novela tiene nueve capítulos y, al igual que en la primera, cada capítulo es individual y no tienen una relación directa entre sí. En este libro, la historia toma un tono exótico con la visita del padre de la protagonista y se descubre que en realidad sí es el rey de unas islas en el Mar del Sur. Con la llegada de su padre, Pippi se quiere embarcar en un viaje con él. Sin embargo, eso significa que tendría que separarse de sus amigos, Tommy y Annika, quienes se quedan tristes al escuchar la noticia. Finalmente, la protagonista decide quedarse en Villa Kunterbunt para poder seguir emprendiendo nuevas aventuras con sus mejores amigos. 
Pippi Långstrump i Söderhavet (Pippi Calzaslargas en los mares del sur) (1948):
En los primeros cuatro de los once capítulos de la novela, Pippi sigue causando problemas en el mundo de los adultos hasta que un día recibe una carta de parte de su padre. En esta, él la invita a viajar a los mares del sur y pasar un tiempo en las islas. Ahí, Pippi y sus dos mejores amigos, Annika y Tommy, disfrutan del lugar junto con los niños locales. Los únicos que llegan a traer problemas son un tiburón y dos piratas. En el último capítulo, los tres chicos están de vuelta en Villa Kunterbunt. No obstante, la protagonista trae consigo algo que alegrará a los niños después de su regreso: la píldora mágica Krummelus para nunca volverse adultos.

### Compilación
- Boken om Pippi Långstrump (El libro de Pippi Calzaslargas. Compilación de los tres libros de la serie) (1952). Publicado en español como Pippi Calzaslargas. Todas las historias (2013, Blackie Books).

### Versiones ilustradas
- Känner du Pippi Långstrump? (¿Conoces a Pippi Calzaslargas?) (1947).
- Pippi flyttar in (Pippi se muda) (1969).
- Pippi ordnar allt (Pippi arregla todo) (1969).
- Pippi är starkast i världen (Pippi es la más fuerte del mundo) (1970).
- Pippi håller kalas (Pippi hace la fiesta) (1970).
- På rymmen med Pippi Långstrump (De fuga con Pippi Calzaslargas) (1971).
- Pippi Långstrump har julgransplundring (Pippi Calzaslargas quita el árbol de Navidad) (1979).
- Pippi Långstrump i Humlegården (Pippi Calzaslargas en Humlegården) (2000).
- Pippi Långstrump på Kurrekurreduttön (Pippi Calzaslargas en la Isla de Kurrekurredutt) (2004). (Texto de Pippi Calzaslargas en los mares del sur. Selección de Karin Nyman).

## Adaptaciones

### Películas
Se han creado también varias películas, adaptaciones de los libros de Astrid Lindgren. En sueco suman unos ocho filmes desde 1949 hasta 2001, incluyendo películas con actores y en dibujos animados. En las películas de Olle Hellbom, Pippi fue interpretada por la actriz Inger Nilsson, y la casa de Pippi fue recreada en la isla de Gotland.

### Series de televisión
Fuera de Suecia, el personaje de Pippi se conoce sobre todo gracias a la serie de televisión rodada en 1969, con guiones de la propia autora, interpretada por Inger Nilsson en el papel de Pippi y dirigida por Olle Hellbom.
En Estados Unidos se rodó un especial televisivo en dos partes, emitidas ambas en 1985 en el programa ABC Weekend Special del canal de televisión ABC (American Broadcasting Company).
En España tanto los libros como las series de televisión estuvieron censurados durante años, pero con el tiempo la censura se atenuó y la serie sueca de 1969 acabó por ser emitida por primera vez en 1974. Televisión Española la emitió con el título Pippi Calzaslargas, conservando Pippi el nombre de Pippi Langstrump, y siendo presentada en el doblaje en español con el nombre completo hispanizado de «Pippilotta Victualia Rogaldina Socominsa, hija de Efraim Langstrump». La emisión en antena de 1974 no fue la única y Televisión Española retransmitió algunas reposiciones, como la de 1979 o la de 1987. También la emitió Antena 3 televisión a finales de la década de 1990, en el programa Club Megatrix. En 1998 salió la serie en VHS y posteriormente en DVD.
En Puerto Rico se retransmitieron dos series televisivas: durante la década de 1970 la versión sueca doblada en España y emitida en 1974 y a finales de la década de 1980 la versión estadounidense, que apenas tuvo éxito.

### Serie animada
En la década de 1970 se creó una serie sueca de televisión basada en las historias de los libros de Pippi. Esta serie fue en determinado momento reeditada en Estados Unidos, donde el personaje es llamado Pippi Longstocking, y con ese nombre ha sido transmitida en algunos países de habla hispana.

### Otras
Aparece como cameo en el videojuego de rol japonés Mother/Earthbound Zero.

## Parque temático
En la ciudad natal de la autora, Vimmerby, se encuentra el parque de atracciones dedicado a Pipi Calzaslargas. El parque, cuyo nombre original es Astrid Lindgrens Värld (el mundo de Astrid Lindgrens), sólo abre en verano. Está dedicado por completo a este personaje; con atracciones, restaurantes, tiendas, y espectáculos.